# Běrunice
Běrunice (deutsch Beronitz) ist eine Gemeinde im Okres Nymburk, Tschechien.

## Geschichte
Die erste Erwähnung stammt aus dem Jahr 1354. Damals kaufte Bernart z Kořec das Anwesen. Nach familiären Streitigkeiten, die Überfälle und Raub beinhalteten, brannten die Hussiten den Ort 1429 nieder. Später erfolgte wieder die Besiedlung durch die Erben. Die Bewohner lebten vornehmlich von der Landwirtschaft.

## Sehenswürdigkeiten
- Kirche (1719)
- Gotischer Dom Johannes des Täufers in Vlkov nad Lesy (1350)

## Ortsteile
- Běrunice
- Běruničky
- Velké Výkleky
- Vlkov nad Lesy
- Slibovice